# Абдал (кладбище)
Абдал — основное кладбище Симферополя и городского округа Симферополь.
Расположено на северной окраине города, занимая вершину и северный пологий склон куэсты Внешней гряды Крымских гор. Решение об организации и землеотвод проведены в 1964 году, захоронения начались в 1964-1965 годах. Организационно по документам администрации Симферополя делится на кладбища Абдал-1 и Абдал-2 (в устной традиции называемые Старый Абдал и Новый Абдал). Это два из трёх официально открытых для захоронения кладбищ городского округа Симферополь.

## Описание
Происхождение топонима связано с селом Ста́рый Абда́л (Вера́-Абда́л, крымскотат. Eski Abdal, Эски Абдал, после переименования в 1948 году — Загороднее). Это село, вошедшее в состав Симферополя, располагавшееся на севере города, на правом берегу реки Абдалка — сейчас городской микрорайон Загородный.
В настоящее время рост городской застройки микрорайонов Красная горка и Загородный практически достиг зоны санитарного отчуждения кладбища Абдал-1 с юга. С севера и северо-востока Абдал-1 ограничен окружной дорогой 35К-023 (Восточный обход Симферополя). Соответственно, кладбище Абдал-2 окружная дорога 35К-023 ограничивает с юга, с востока расположен микрорайон Белое-5, а с севера земли сельскохозяйственного назначения. Администрация кладбища и цех памятников находятся в северной части Абдал-1. Площадь кладбища Абдал-1 составляет 73 га, площадь кладбища Абдал-2 — 98 га. Адреса соответственно — ул. Куйбышева, 251 и ул. Куйбышева, 261.
К главным входам кладбищ Абдал-1 и Абдал-2 подходит маршрут городского автобуса № 6.

## Культовые сооружения
Созданное в советское время, кладбище Абдал-1 рассматривалось как секулярное, и по факту является многоконфессиональным. На кладбище Абдал-2 в юго-западной части выделен мусульманский сектор, но многие крымские татары похоронены и на других секторах. В мусульманском секторе имеется зал для джаназа-намаза.
На главном входе кладбища Абдал-1 в 1980-е годы был построен Зал для гражданских панихид. В 1990-е годы он был передан Симферопольской и крымской епархии Украинской православной церкви Московского патриархата и освящён как Храм святого великомученика Димитрия Солунского. Настоятель храма протоиерей Иосиф Фарковец.

## Известные захоронения[6]

### Объекты культурного наследия
На территории кладбища Абдал-1 имеется два объекта культурного наследия местного значения.
- Братская могила мирных жителей — жертв фашистского террора[7]. Авторы памятника — художники Л. Скорубская, Б. Белькевич.  Объект культурного наследия народов РФ регионального значения. Рег. № 911710892510005 (ЕГРОКН)
- Могила жертвы белогвардейского террора И. Т. Орлова.  Объект культурного наследия народов РФ регионального значения. Рег. № 911710892500005 (ЕГРОКН)

### Герои Советского Союза
- Майор Александр Петрович Богданов, участник Афганской войны
- Подполковник Белозёров, Иван Павлович, военный лётчик, участник Великой Отечественной войны
- Гвардии капитан Александр Александрович Вильямсон, военный лётчик, участник Великой Отечественной войны
- Майор Аркадий Дмитриевич Гребенёв, военный лётчик, участник Великой Отечественной войны
- Полковник Василий Иванович Земляков, участник Великой Отечественной войны
- Полковник Василий Михайлович Зиборов, военный лётчик, участник Великой Отечественной войны
- Полковник Бронислав Иванович Грузевич, лётчик-испытатель
- Генерал-майор Андраник Абрамович Казарян, участник Великой Отечественной войны
- Генерал-лейтенант Владимир Александрович Луцкий, участник Великой Отечественной войны
- Гвардии старший сержант Василий Кузьмич Митрохов, участник Великой Отечественной войны
- Гвардии майор Пётр Иванович Орехов, танкист, участник Великой Отечественной войны
- Полковник Пётр Дмитриевич Селиванов, участник Великой Отечественной войны
- Полковник Скугарь, Владимир Антонович, военный лётчик, участник Великой Отечественной войны
- Капитан Строков, Василий Захарович, участник Великой Отечественной войны
- Подполковник Трынин, Александр Сергеевич, участник Великой Отечественной войны
- Гвардии генерал-майор Турчинский, Адам Петрович, участник Гражданской и Великой отечественной войн
- Майор Удалов, Василий Александрович, танкист, участник Великой Отечественной войны
- Подполковник Усенко, Константин Степанович, военный лётчик, участник Великой Отечественной войны
- Подполковник Хребтов, Фёдор Ефимович, участник Великой Отечественной войны
- Гвардии майор Чередниченко, Леонид Григорьевич, участник Великой отечественной войн

Могила И. П. Белозёрова
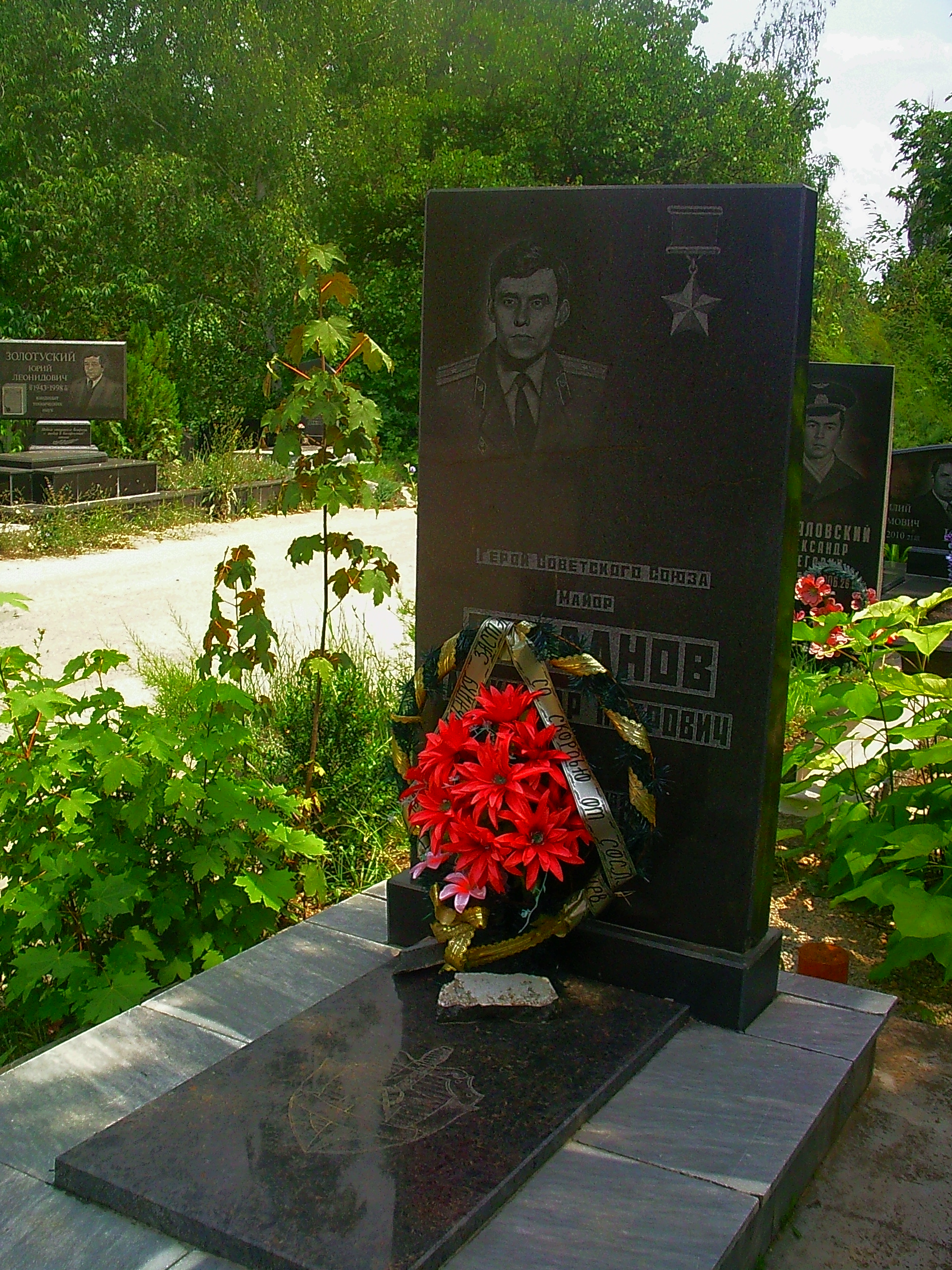
Могила А. П. Богданова
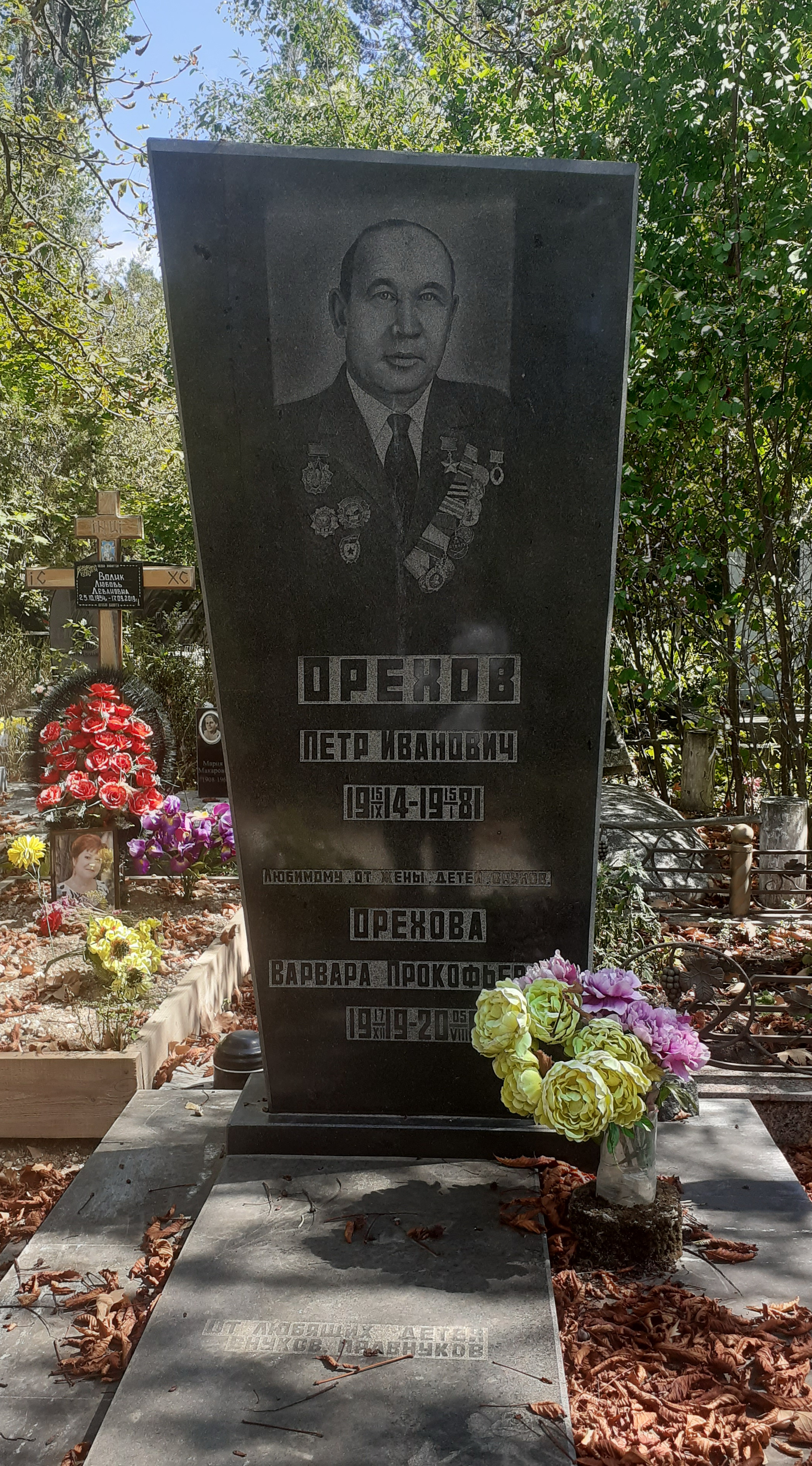
Могила П. И. Орехова
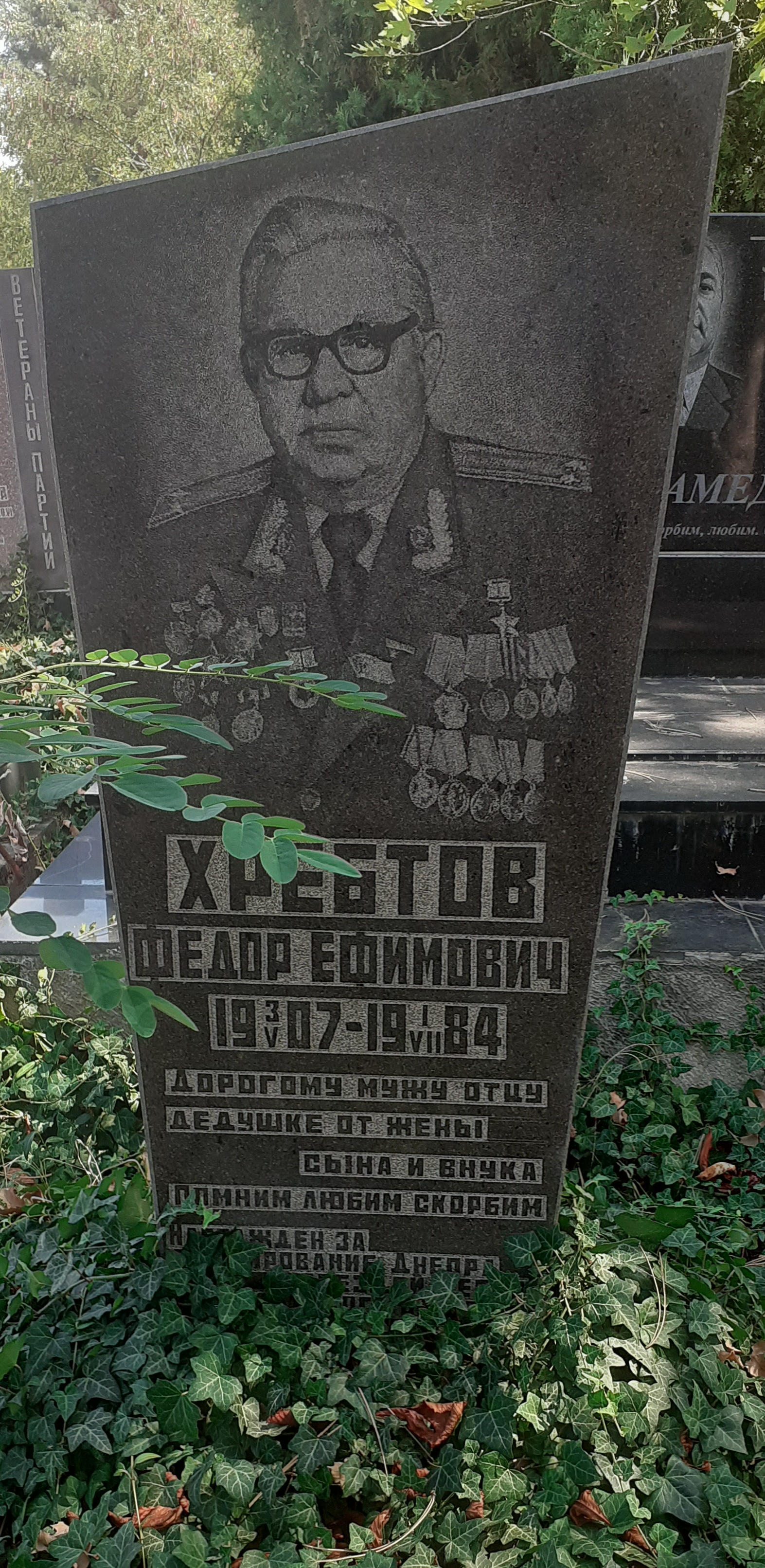
Могила Хребтова Ф. Е.

### Герои Социалистического Труда
- Птичница-передовик Валентина Викентьевна Козина, участник Великой Отечественной войны, партизанка Крыма
- Животновод-передовик и учёный Александр Степанович Месяцев
- Железнодорожник, Симоненко Николай Афанасьевич
- Строитель Солонар Борис Степанович

### Герои Украины
- Политик и учёный, ректор Таврического национального университета Николай Васильевич Багров[8]
- Вышивальщица, основательница школы украинской народной вышивки в Крыму Вера Сергеевна Роик[8]

### Герои России
- Матрос Дорохин Владислав Александрович[9].

### Партизаны и подпольщики. «Партизанский» квартал № 13, 14
Сразу после организации нового кладбища слева от главной аллеи на современных кварталах № 13, № 14 были осуществлены захоронения руководителей и видных членов партизанского движения Крыма. Позднее, вплоть до 1990 годов вновь умерших партизан и подпольщиков по возможности хоронили рядом с побратимами.
- Партийный деятель Ямпольский Пинхус Рувимович, на памятнике обозначен как Павел Романович, командир Северного соединения партизан Крыма, заместитель председателя СНК КрАССР в 1944 году.
- Советский и хозяйственный  деятель Чуб Михаил Ильич, заместитель председателя Крымского облисполкома, командир 1-го партизанского района Крыма.
- Писатель Северский Георгий Леонидович, командир 3-го партизанского района Крыма.
- Партийный деятель Никаноров Василий Иванович, комиссар 3-го партизанского района партизан Крыма, 2-й секретарь Крымского областного комитета ВКП(б).
- Ректор Тюменского индустриального института Анатолий Николаевич Косухин, руководитель симферопольской молодёжной подпольной организации[10].
- Председатель Ассоциации крымских татар — ветеранов войны и труда Нариман Османович Казенбаш, связной штаба 3-го партизанского района Крыма.

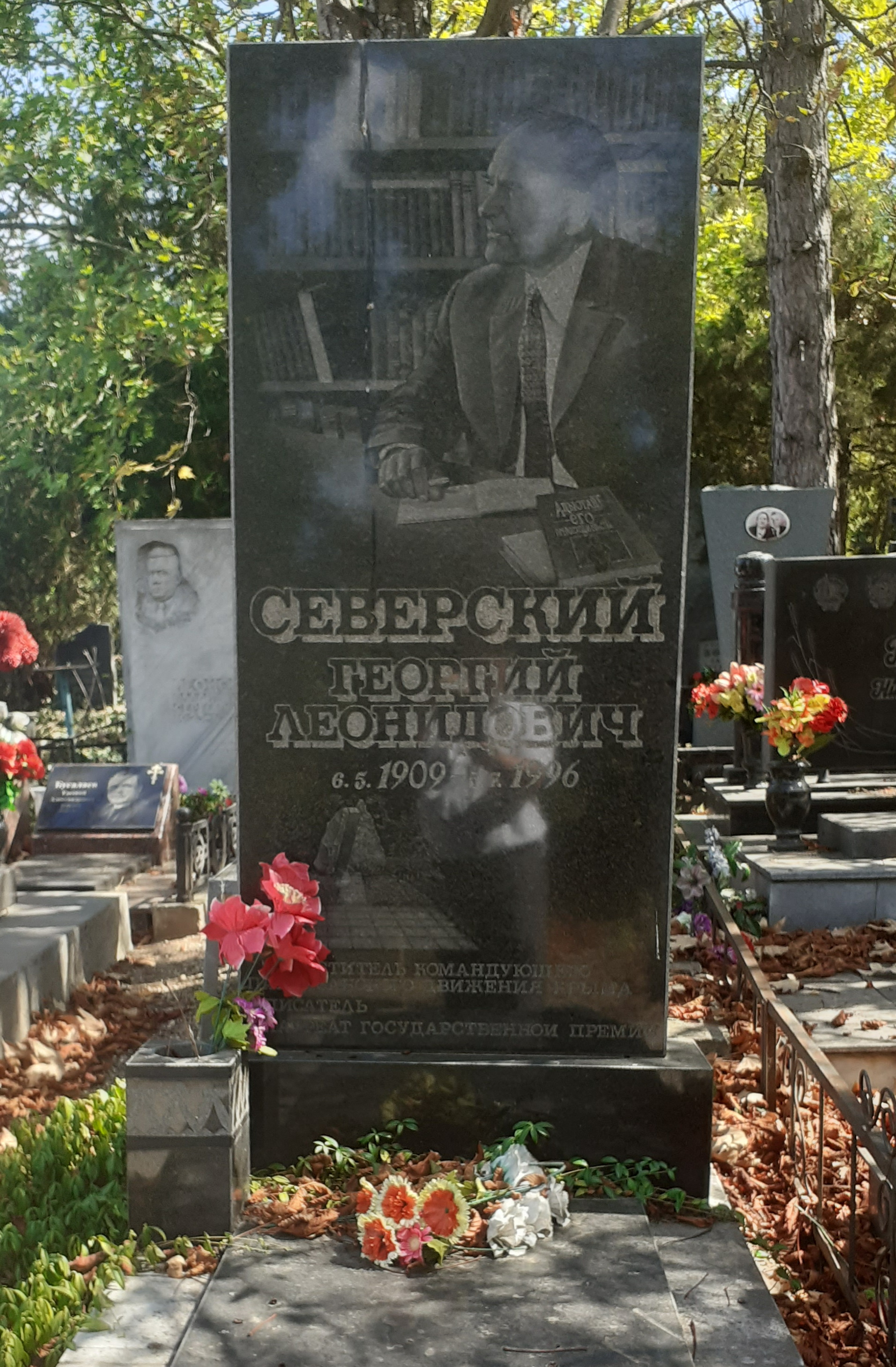
Могила Г. Л. Северского
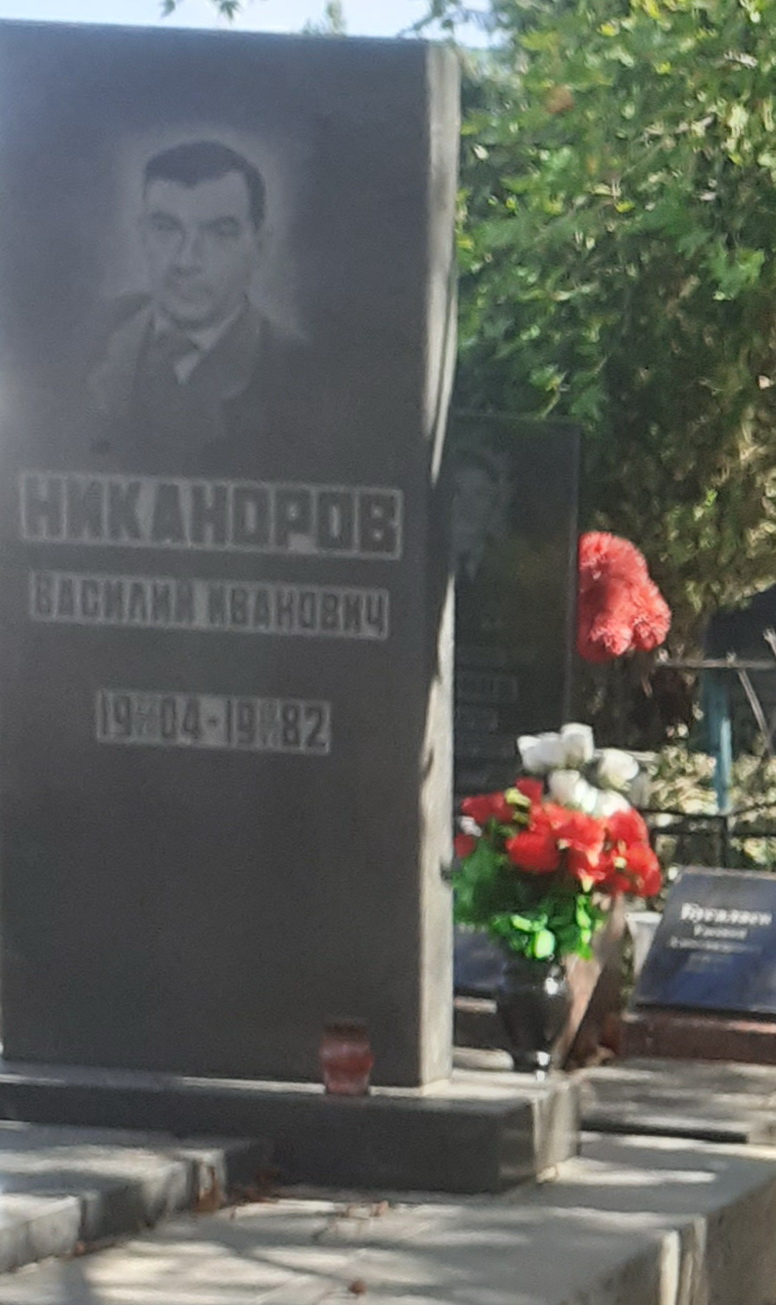
Могила В. И. Никанорова
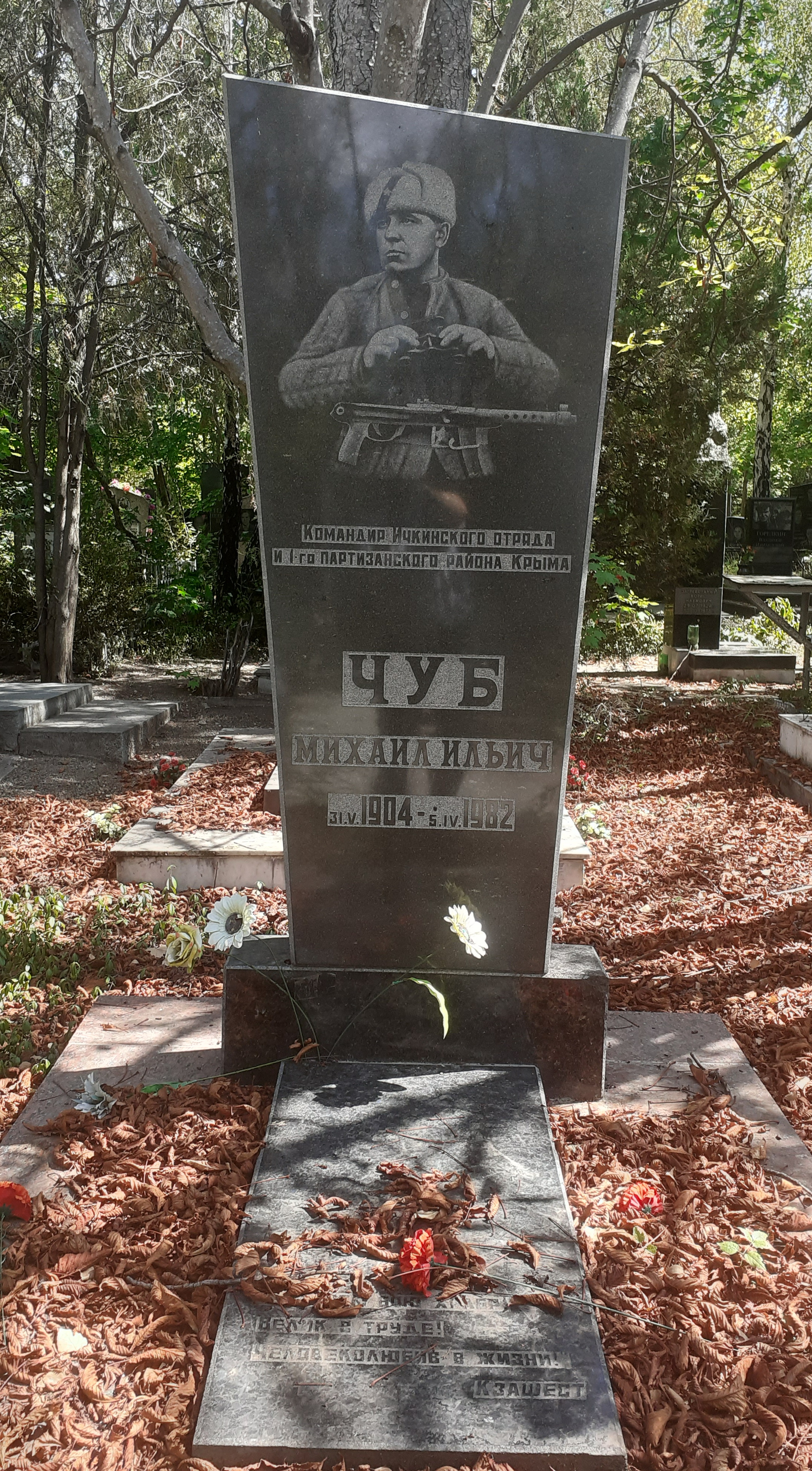
Могила Чуба М. И.
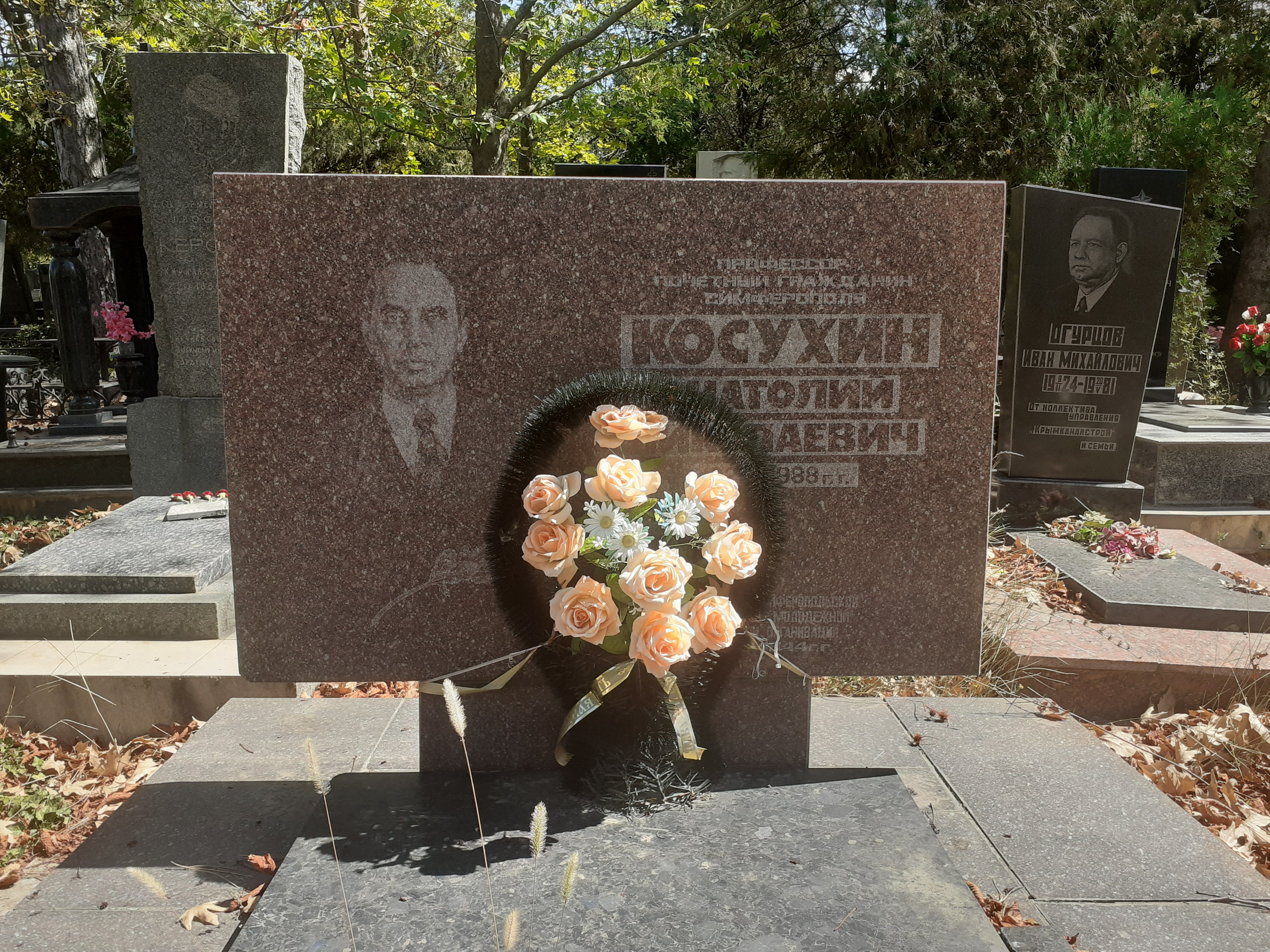
Могила подпольщика А. Н. Косухина

### Государственные, муниципальные деятели и политики
- Председатель исполкома Крымского областного совета Чемодуров Трофим Николаевич
- Мэр Симферополя Ермак Валерий Фёдорович[11]
- Первый президент Автономной республики Крым Мешков Юрий Александрович (на Абдал-2)[12]
- Один из лидеров крымскотатарского национального движения Османов Юрий Бекирович (на мусульманском секторе Абдал-2)
- Заместитель главы оккупационной российской администрации Херсонской области Стремоусов Кирилл Сергеевич[13]

### Деятели науки и культуры
- Народный артист РСФСР, актёр театра и кино Герман Петрович Апитин
- Народный артист СССР, певец Юрий Иосифович Богатиков
- Крымскотатарский фольклорист Рефик Ибрагимович Музафаров, доктор филологических наук, профессор (на мусульманском секторе Абдал-2)[14].
- Советский и украинский композитор Алемдар Сабитович Караманов
- Народный артист УССР актёр, режиссёр и театральный деятель, Новиков, Анатолий Григорьевич
- Детский поэт Орлов Владимир Натанович
- Писатель Черкасов Алексей Тимофеевич
- Крымская писательница Мигунова Маргарита Георгиевна

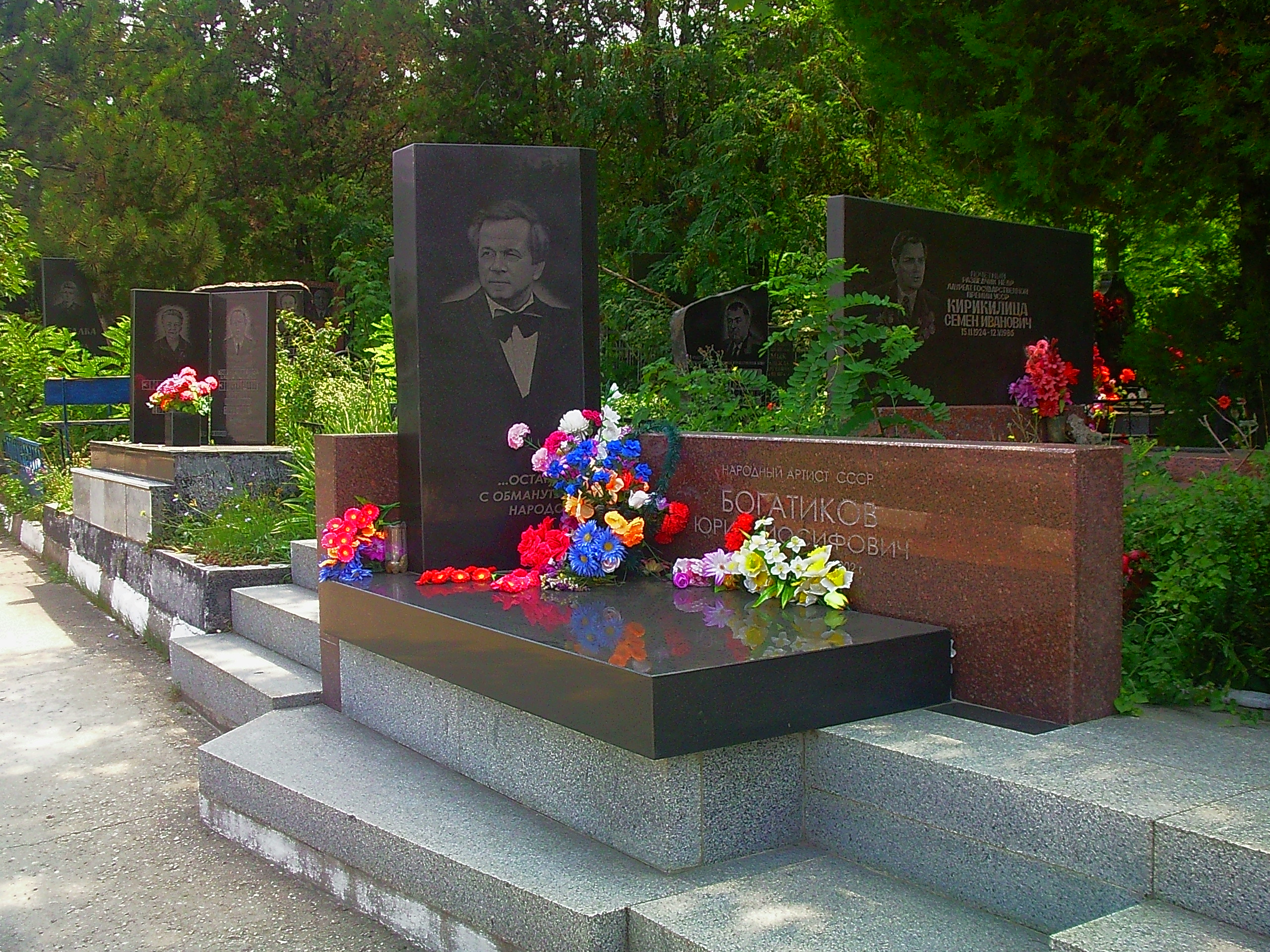
Могила Народного артиста СССР Ю. И. Богатикова
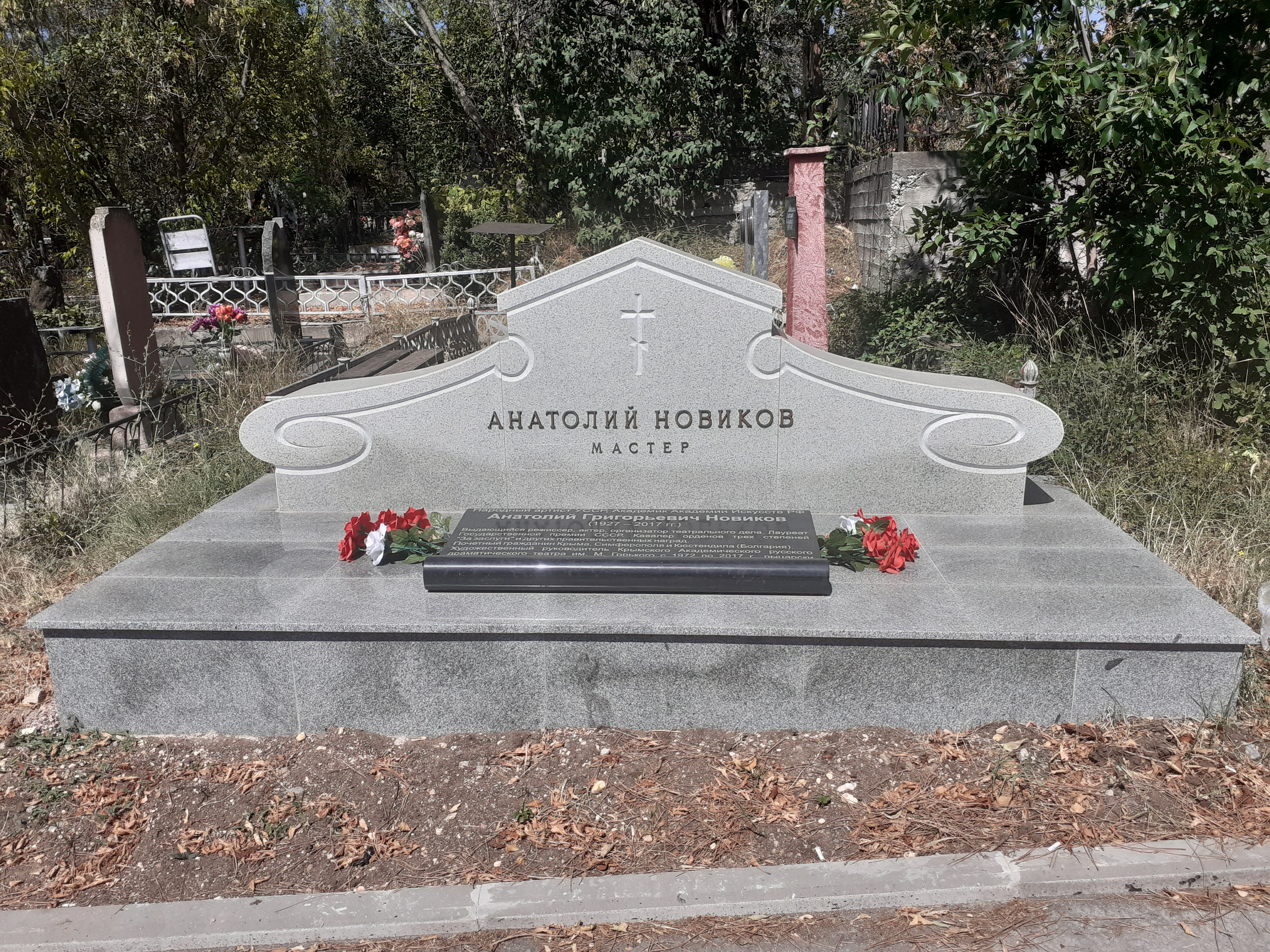
Могила Народного артиста УССР, режиссёра А. Г. Новикова

### «Аллея героев», захоронения криминальных авторитетов 1990-х
Когда в 1990-х годах Крым захлестнула волна организованной преступности, резко выросло количество жертв криминальных разборок. Поскольку конкурирующие ОПГ «Сейлем», «Башмаки», «Греки» и более мелкие обладали значительными финансовыми ресурсами, то захоронение своих членов они вели в самых престижных секторах кладбища Абдал-1 у центрального входа. При отсутствии места захоронения велись прямо на подъездных аллеях. Образовался специфический квартал кладбища, получивший у симферопольцев название «Аллея героев». Все памятники тут отличаются непомерной помпезностью.

## Факты
- В речевом быту жителей Симферополя есть выражение (регионализм) «Пора на Абдал», т. е. «Пора на кладбище»[16].